# Toshihiro Kaiwa
Toshihiro Kaiwa (海和 俊宏?, Kaiwa Toshihiro; Yamagata, 24 aprile 1955) è un ex sciatore alpino giapponese.

## Biografia
Specialista delle prove tecniche originario di Aomori, in Coppa del Mondo Kaiwa ottenne il primo risultato di rilievo il 6 febbraio 1977 a Sankt Anton am Arlberg in slalom speciale (7º) e il miglior piazzamento il 5 gennaio 1978 a Oberstaufen nella medesima specialità (5º); sempre in slalom speciale ai successivi Mondiali di Garmisch-Partenkirchen 1978 fu 7º. Ai XIII Giochi olimpici invernali di Lake Placid 1980, sua prima presenza olimpica, si classificò 29º nello slalom gigante e non completò lo slalom speciale; due anni dopo ai Mondiali di Schladming 1982 si piazzò 12º nello slalom speciale. Ottenne l'ultimo risultato in Coppa del Mondo il 20 dicembre 1983 a Madonna di Campiglio nella medesima specialità (15º) e colse gli ultimi piazzamenti in carriera in occasione dei XIV Giochi olimpici invernali di Sarajevo 1984, dove fu 26º nello slalom gigante e 16º nello slalom speciale.

## Palmarès

### Coppa del Mondo
- Miglior piazzamento in classifica generale: 43º nel 1978